# Найзаможніші люди України 2013

## Версія ЖурналуForbes[1]
У 2013 році кількість українських мільярдерів за версією Forbes збільшилась на два - до десяти. Новоприбульцями стали Вадим Новінскій, який отримав українське громадянство у травні 2012 року та Сергій Тігіпко. Найзаможнішою людиною в Україні залишився Ринат Ахметов, який займає 47-му місці в списку Forbes з 15,4 млрд дол. На 353-му місці знаходиться Віктор Пінчук (3,8 млрд дол), на 613-му — Ігор Коломойський (2,4 млрд дол.), на 792-му - Вадим Новінскій (2,4 мрлр. дол.), на 882-му — Геннадій Боголюбов (1,8 млрд дол.), на 931-му — Юрій Косюк та Петро Порошенко (зі статками по 1,6 млрд дол.), на 974-му — Костянтин Жеваго (1,5 млрд дол.), на 1175-му — Сергій Тігіпко (1,2 млрд дол.), на 1342-му - Андрій Веревський (1 млрд дол.).

### Рейтинг Forbes
| №    | Ім'я               | Сфера інтересів                         | $ млрд у 2013 | $ млрд у 2012 | Основні активи, держпосада протягом року |
| 47   | Рінат Ахметов      | металургія, енергетика, диверсифіковано | 15 400        | 16 000        | ФПГ СКМ                                  |
| 353  | Віктор Пінчук      | металургія, диверсифіковано             | 3 800         | 4 200         | ФПГ EastOne                              |
| 613  | Ігор Коломойський  | фінанси, диверсифіковано                | 2 400         | 3 000         | ФПГ Приват                               |
| 792  | Вадим Новінскій    | металургія, диверсифіковано             | 2 400         | -             | ФПГ Smart Holding                        |
| 882  | Геннадій Боголюбов | фінанси, диверсифіковано                | 1 800         | 2 800         | ФПГ Приват                               |
| 931  | Юрій Косюк         | харчпром                                | 1 600         | 1 300         | MHP                                      |
| 931  | Петро Порошенко    | харчпром, диверсифіковано               | 1 600         | 1 100         | Roshen                                   |
| 974  | Костянтин Жеваго   | фінанси, диверсифіковано                | 1 500         | 1 800         | ФПГ Фінанси та Кредит                    |
| 1175 | Сергій Тігіпко     | фінанси, диверсифіковано                | 1 200         | -             | Група ТАС                                |
| 1342 | Андрій Веревський  | будпромисловість, харчпром              | 1 000         | 1 000         | Kernel Holding S.A.                      |

## Версія ЖурналуForbes Україна[4]
У квітні 2013 року опублікував свій третій рейтинг найзаможніших українців журнал Forbes Україна. Найкрутіший підйом показали Олександр Янукович та Леонід Черновецький. 26 чиновників та депутатів коштують майже удвічі дешевше, ніж один Рінат Ахметов. У 2013 році жоден з мільйонерів яких асоціюють з опозицією до рейтингу не попав.

### Цікаві факти
Деякі висновки що зробив журнал:
- Сукупні статки 100 найбагатших українців складають $55 млрд, що на один мільярд більше ніж рік тому. «Форбс» пов'язує це з тим, що до рейтингу вперше було включено Вадима Новинського ($1,9 млрд, 4 місце) – пітерський бізнес-партнер Ріната Ахметова нещодавно отримав від Віктора Януковича українське громадянство. Однак його активи коштують менше, ніж у 2011 році, коли він «поза конкурсом» був оцінений у $2,7 млрд.
- Кілька бізнесменів майже двократно збільшили свою капіталізацію.
- Офіційно засвічені активи сина президента Олександра Януковича подорожчали з $99 млн до $187.
- Також перестав гратись у розлучення екс-мер Києва Леонід Черновецький. Минулого року він та Аліна Айвазова продемонстрували розподіл активів надвоє (мали по $390 млн). Однак цього року колишня дружина зникла з рейтингу, а Черновецький має $750 млн.
- До рейтингу потрапили 23 нардепи з сукупними статками $8,5 млрд: двоє позафракційних (Жеваго та Палиця) та 21 від Партії регіонів (Тігіпко, Веревський, Бойко, Хмельницький, Пригодський, Сігал, Янковський, Колесніков, Фельдман, Богуслаєв, Шуфрич, Клюєв, Герега, Васадзе, Звягільський, Іванющенко, Скударь, Буряк, Рудьковський, Фурсін, Клімов).
- У рейтингу немає жодного нардепа, який би не входив до владних фракцій. Минулого року таких було четверо: Тополов (НУНС, втратив мандат і місце в рейтингу), Палиця (знову позафракційний) Жеваго (вийшов з Батьківщини у позафракційні), Буряк (перейшов з Батьківщини до ПР).
- Також у рейтинг потрапили три чиновники зі статками $0,5 млрд, яких важко відділити від Партії регіонів: секретар РНБОУ Андрій Клюєв, його заступник Микола Злочевський, секретар Київради Галина Герега.
- Цього разу в рейтингу немає жодного представника Кабміну, бо Колесніков, Тігіпко, Порошенко, Хорошковський були звільнені з посад, а нові урядовці (Арбузов, Ставицький, Козак) формально не мають власного бізнесу.
- Таким чином до рейтингу ввійшли 26 чиновників та депутатів, які загалом коштують $9 млрд. Минулого року таких було 24, а коштували вони майже $25 млрд. Здешевлення сталось головним чином через те, що Рінат Ахметов ($15,4 млрд, №1) вирішив не отримувати мандат нардепа на нову каденцію.

### Методика оцінювання
«Forbes Україна» оцінював статки найбагатших українців (резидентів з українським громадянством) за оцінкою вартості належних їм активів, за даними з відкритих джерел.

### Рейтинг 100 найзаможніших українців
| № у 2013/2012/2011 | Ім'я                   | Сфера інтересів              | $ млн у 2013/2012/2011 рр. | Основні активи, держпосада протягом року                                                         |
| 1/1/1              | Ахметов Рінат          | металургія, ПЕК              | 15 400/16 000/16 000       | СКМ                                                                                              |
| 2/2/2              | Пінчук Віктор          | металургія                   | 3 800/4 200/3 300          | «Інтерпайп»                                                                                      |
| 3/3/4              | Коломойський Ігор      | металургія фінанси ПЕК       | 2 400/3 000/2 500          | «Приватбанк», «Укрнафта»                                                                         |
| 4/-/-              | Новинський Вадим       | металургія, ПЕК              | 1 900/-/-                  | «Смарт-холдинг»                                                                                  |
| 5/4/3              | Боголюбов Геннадій     | металургія фінанси ПЕК       | 1 700/2 800/2 500          | «Приватбанк», Consolited minerals                                                                |
| 6/6/6              | Косюк Юрій             | АПК                          | 1 600/1 300/1 500          | Миронівський хлібопродукт («Наша ряба»)                                                          |
| 7/8/13             | Порошенко Петро        | харчопром                    | 1 600/1 000/866            | Екс-міністр економіки, Roshen                                                                    |
| 8/5/5              | Жеваго Костянтин       | металургія машинобудівництво | 1 500/1 800/2 400          | Нардеп позафракційний, Ferrexpo, Фінанси та кредит                                               |
| 9/9/14             | Тігіпко Сергій         | фінанси машинобудування      | 1 200/989/827              | Нардеп від ПР, ТАС                                                                               |
| 10/7/7             | Веревський Андрій      | АПК                          | 1 000/1 000/1 100          | Нардеп від ПР, Кернел                                                                            |
| 11/10/12           | Ярославський Олександр | інвестиції                   | 980/960/958                | DCH                                                                                              |
| 12/18/10           | Вадатурський Олексій   | АПК                          | 810/433/975                | Нібулон                                                                                          |
| 13/21/15           | Черновецький Леонід    | інвестиції                   | 750/390/745                | Екс-мер Києва, Chernovetskiy Investment Group                                                    |
| 14/15/9            | Фірташ Дмитро          | хімпром, фінанси             | 673/605/996                | Group DF                                                                                         |
| 15/11/8            | Бахматюк Олег          | АПК фінанси                  | 609/904/1 000              | Авангард                                                                                         |
| 16/12/17           | Тарута Сергій          | металургія                   | 597/780/694                | ІСД                                                                                              |
| 17/13/16           | Мкртчан Олег           | металургія                   | 584/780/694                | ІСД                                                                                              |
| 18/17/20           | Гайдук Віталій         | інвестиції                   | 526/495/540                | ІСД                                                                                              |
| 19/23/29           | Бойко Володимир        | металургія                   | 520/360/338                | Нардеп від ПР, Метінвест                                                                         |
| 20/14/18           | Мартинов Олексій       | інвестиції                   | 504/669/684                | «Приват»                                                                                         |
| 21/46/23           | Хорошковський Валерій  | медіа                        | 500/225/426                | Екс-віце-прем'єр, колишній власник U.A. Inter media group                                        |
| 22/16/11           | Гута Іван і сім'я      | АПК                          | 482/553/966                | «Мрія»                                                                                           |
| 23/85/-            | Гуменюк Ігор           | нерухомість                  | 479/112/-                  | «Інвестиції та розвиток». Продав Ахметову свою частку в «Лемтрансі»                              |
| 24/26/49           | Костельман Володимир   | рітейл                       | 461/306/214                | Fozzy group                                                                                      |
| 25/30/50           | Буткевич Геннадій      | рітейл                       | 351/262/206                | «АТБ-маркет»                                                                                     |
| 26/31/51           | Єрмаков Євген          | рітейл                       | 350/262/206                | «АТБ-маркет»                                                                                     |
| 27/32/53           | Карачун Віктор         | рітейл                       | 350/262/206                | «АТБ-маркет»                                                                                     |
| 28/47/26           | Черняк Євгеній         | алкоголь                     | 350/217/387                | Global spirits group (ТМ «Хортиця»)                                                              |
| 29/39/27           | Хмельницький Василь    | нерухомість                  | 333/248/353                | Нардеп від ПР, UDP                                                                               |
| 30/83/97           | Пригодський Антон      | транспорт                    | 322/113/89                 | Нардеп від ПР, Продав Ахметову свою частку в «Лемтрансі»                                         |
| 31/33/55           | Сігал Євген і сім'я    | АПК                          | 318/259/204                | Нардеп від ПР, Агромарс                                                                          |
| 32/25/30           | Янковський Микола      | хімія фармацевтика           | 308/313/313                | Нардеп від ПР, Стіролбіофарм                                                                     |
| 33/59/54           | Лунін Роман            | нерухомість рітейл           | 300/175/206                | Рітейл групп («Велика кишеня»)                                                                   |
| 34/19/42           | Колесніков Борис       | харчопром                    | 290/430/230                | Нардеп від ПР, АПК-Інвест, КОНТІ                                                                 |
| 35/43/44           | Фельдман Олександр     | нерухомість                  | 287/233/222                | Нардеп від ПР, АВЕК («Барабашово»)                                                               |
| 36/24/21           | Богуслаєв В'ячеслав    | машинобудування              | 281/319/450                | Нардеп від ПР, Мотор-Січ                                                                         |
| 37/20/19           | Шпиг Федір             | харчопром                    | 276/404/555                | Молочний альянс                                                                                  |
| 38/-/-             | Крупчак Володимир      | Паперова промисловість       | 273/-/-                    | ККБК. Завершив конфлікт з Дерипаскою за контроль над Архангельским ЦПК                           |
| 39/41/-            | Шуфрич Нестор          | ПЕК                          | 273/235/-                  | Нардеп від ПР                                                                                    |
| 40/28/28           | Антонов Віталій        | ПЕК                          | 264/282/340                | Галнафтогаз, ОККО                                                                                |
| 41/42/-            | Рудьковський Микола    | ПЕК                          | 261/235/-                  | Нардеп від ПР                                                                                    |
| 42/56/62           | Кожемяко Всеволод      | АПК                          | 250/186/177                | Агротрейд                                                                                        |
| 43/44/24           | Юркевич Анатолій       | харчопром                    | 224/229/413                | Мілкіленд                                                                                        |
| 44/53/84           | Роднянський Олександр  | кіно                         | 219/197/118                | A company, AR films                                                                              |
| 45/76/43           | Клюєв Андрій           | Інвестиції                   | 216/135/225                | Секретар РНБОУ, ПР, Slav AG                                                                      |
| 46/77/41           | Клюєв Сергій           | Інвестиції                   | 216/135/225                | Нардеп від ПР, Slav AG                                                                           |
| 47/34/33           | Дворецький Ігор        | металургія                   | 214/256/287                | Індустріал. Продали Ахметову частку «Запоріжсталі»                                               |
| 48/35/34           | Сацький Віталій        | металургія                   | 213/256/286                | Індустріал                                                                                       |
| 49/62/92           | Абдінов Артур          | металургія                   | 208/166/102                | Індустріал                                                                                       |
| 50/71/94           | Сотніков Олег          | рітейл                       | 208/138/101                | Fozzy group                                                                                      |
| 51/72/95           | Чігірь Роман           | рітейл                       | 208/138/101                | Fozzy group                                                                                      |
| 52/61/-            | Музалєв Борис і сім'я  | нерухомість рітейл           | 207/172/-                  | Космос                                                                                           |
| 53/27/35           | Герега Олександр       | рітейл                       | 206/286/279                | Нардеп від ПР, Епіцентр                                                                          |
| 54/29/22           | Васадзе Таріел         | автомобілі                   | 204/276/444                | Нардеп від ПР, Укравто                                                                           |
| 55/37/38           | Герега Галина          | рітейл                       | 193/255/248                | Секретар Київміськради, Епіцентр                                                                 |
| 56/64/-            | Петров Олександр       | АПК                          | 190/164/-                  | Індустріальна молочна компанія                                                                   |
| 57/45/52           | Єрмолаєв Вадим         | нерухомість алкоголь         | 190/225/206                | Алеф (ТМ «Клінков», «Золота амфора»)                                                             |
| 58/40/57           | Кіперман Михайло       | ПЕК                          | 189/241/194                | Укрнафта                                                                                         |
| 59/98/-            | Янукович Олександр     | нерухомість фінанси          | 187/99/-                   | Син президента Віктора Януковича, МАКО                                                           |
| 60/54/32           | Іванчик Віктор         | АПК                          | 181/191/304                | Астарта                                                                                          |
| 61/63/68           | Тісленко Олександр     | будівництво                  | 181/166/153                | Альтком                                                                                          |
| 62/65/39           | Бондарєва Наталія      | алкоголь                     | 180/163/233                | Баядера (Хлібний дар). Очолила фірму після смерті сестри Ольги Нечитайло-Риджок (№ 66 у 2012 р). |
| 63/36/65           | Звягільський Єфім      | вугілля                      | 172/256/161                | Нардеп від ПР, Шахта ім. Засядько                                                                |
| 64/86/46           | Івахів Степан          | АЗС                          | 170/109/220                | Континіум                                                                                        |
| 65/90/45           | Єрємєєв Ігор           | АЗС                          | 170/107/220                | Континіум                                                                                        |
| 66/88/-            | Лагур Сергій           | АЗС                          | 170/109/-                  | Континіум                                                                                        |
| 67/91/-            | Димінський Петро       | АЗС                          | 170/107/-                  | Континіум                                                                                        |
| 68/48/96           | Іванющенко Юрій        | ПЕК                          | 168/214/94                 | Нардеп від ПР, «Азовмаш»                                                                         |
| 69/52/25           | Скударь Георгій        | машинобудування              | 166/198/394                | Нардеп від ПР, Новокраматорський машинобудівний завод                                            |
| 70/89/66           | Іванов Андрій          | нерухомість                  | 166/108/153                | UDP                                                                                              |
| 71/-/-             | Полищук Віктор         | нерухомість рітейл           | 166/-/-                    | «Технополіс», ТРЦ «Гуллівер»                                                                     |
| 72/-/73            | Жебрівська Філя        | фармацевтика                 | 162/-/146                  | «Фармак»                                                                                         |
| 73/87/69           | Лагун Микола           | фінанси                      | 160/109/152                | «Дельта-банк»                                                                                    |
| 74/49/67           | Роніс Станіслав        | рітейл                       | 158/211/153                | Comfy                                                                                            |
| 75/51/75           | Виходцев Геннадій      | нерухомість рітейл           | 156/207/133                | Фокстрот                                                                                         |
| 76/50/76           | Маковецький Валерій    | нерухомість рітейл           | 156/207/133                | Фокстрот                                                                                         |
| 77/-/-             | Корбан Геннадій        | нерухомість                  | 153/-/-                    | «Славутич-капітал»                                                                               |
| 78/55/74           | Баленко Ігор           | нерухомість рітейл           | 152/186/139                | «Фуршет»                                                                                         |
| 79/92/-            | Трофіменко Володимир   | нерухомість                  | 151/105/-                  | НЕСТ                                                                                             |
| 80/80/47           | Буряк Олександр        | Фінанси АПК                  | 150/135/216                | Брокбізнес                                                                                       |
| 81/79/48           | Буряк Сергій           | фінанси АПК                  | 150/135/216                | Нардеп від ПР, Брокбізнес                                                                        |
| 82/68/-            | Воронов Ігор           | інвестиції                   | 146/159/-                  | «Укргазвидобуток»                                                                                |
| 83/81/77           | Фурсін Іван            | фінанси                      | 146/124/130                | Нардеп від ПР, Місто-банк                                                                        |
| 84/-/-             | Приходько Володимир    | машинобудування              | 141/-/-                    | «Крюковський вагонобудівний завод»                                                               |
| 85/-/93            | Барщовський Тарас      | АПК                          | 141/-/102                  | T.B.Fruit                                                                                        |
| 86/60/59           | Деркач Олександр       | фінанси харчопром            | 139/173/184                | «Молочний альянс»                                                                                |
| 87/74/91           | Суркіс Ігор            | ПЕК                          | 134/137/103                | Динамо (Київ)                                                                                    |
| 88/73/90           | Суркіс Григорій        | ПЕК                          | 134/137/103                | Львівобленерго                                                                                   |
| 89/-/-             | Злочевський Микола     | ПЕК                          | 114/-/-                    | Заступник секретаря РНБОУ, екс-міністр екології"Еско-північ"                                     |
| 90/-/-             | Кіптик Валерій         | Нерухомість рітейл           | 113/-/-                    | Varus, Eva                                                                                       |
| 91/-/-             | Прутнік Едуард         | АПК алмази                   | 110/-/-                    | Namakva diamonds                                                                                 |
| 92/96/-            | Юшковський Віктор      | нерухомість рітейл           | 106/100/-                  | «Мегамаркет»                                                                                     |
| 93/-/-             | Гузенко Олександр      | Паперова промисловість       | 104/-/-                    | «Едем»                                                                                           |
| 94/69/72           | Клімов Леонід          | нерухомість фінанси          | 101/150/147                | Нардеп від ПР, «Імексбанк»                                                                       |
| 95/97/31           | Климець Павло          | алкоголь                     | 99/100/311                 | «Олімп»                                                                                          |
| 96/84/83           | Кардаков Олександр     | технології                   | 98/112/119                 | «Інком»                                                                                          |
| 97/82/61           | Палиця Ігор            | ПЕК                          | 82/115/178                 | Нардеп позафракційний, «Укрнафта»                                                                |
| 98/38/-            | Вишневецький Віктор    | вугілля                      | 76/253/-                   | Coal energy                                                                                      |
| 99/-/88            | Шамотій Валерій        | алкоголь                     | 75/-/109                   | «Перший національний виноробний холдинг»                                                         |
| 100/-/-            | Лещинський Олександр   | харчопром                    | 74/-/-                     | «Золотий урожай»                                                                                 |

#### Торішні учасники рейтингу, яких немає в нинішньому списку
| № 2012/2011 | Ім'я                       | Сфера інтересів        | $ млн у 2012/2011 рр. | Основні активи, держпосада протягом року           |
| 22/-        | Айвазова Аліна             | фінанси                | 390/-                 | Дружина Черновецького в розлученні                 |
| 57/-        | Веселов Сергій             | нерухомість металургія | 182/-                 | Партнер Жеваго                                     |
| 58/89       | Солдатенко Микола          | фінанси металургія     | 178/103               | Індустріал                                         |
| 66/40       | Нечитайло-Риджок Ольга     | алкоголь               | 163/233               | Баядера (Хлібний дар). Померла                     |
| 67/-        | Галієв Ернест              | фінанси нерухомість    | 160/-                 | Член наглядової ради «Альфа-банку»                 |
| 70/85       | Кауфман Борис              | нерухомість            | 147/116               | Готелі, аеропорт «Одеса»                           |
| 75/63       | Уткін Євген                | технології             | 136/172               | ІТ-компанії                                        |
| 78/71       | Тополов Віктор             | інвестиції             | 135/148               | KDD Group                                          |
| 93/-        | Хріпков Сергій             | нерухомість рітейл     | 104/-                 | Гіпермаркети «Караван»                             |
| 94/-        | Гордієнко Андрій           | нерухомість рітейл     | 104/-                 | Гіпермаркети «Караван»                             |
| 95/-        | Касьянов Сергій            | АПК                    | 103/-                 | KSG agro                                           |
| 99/-        | Дементієнко Олександр      | металургія АПК         | 95/86                 | «Чедтий нафта» (Росія), екс-співвласник Інтерпайпу |
| 100/-       | Дзензерський Денис і сім'я | машинобудування        | 93/-                  | «Веста»                                            |

## Версія журналу «Фокус»[5][6][7]

### Цікаві факти
- Перший рейтинг журналу «Фокус» з'явився 2007 року, включав 100 найзаможніших Українців та до нього тоді включали також іноземців, які володіли значним бізнесом в Україні[8]
- У першу десятку найбагатших українців увійшли власники чотирьох найбільших телевізійних холдингів.
- Найбагатшим українцем знову став Рінат Ахметов, власник «Медіа Група Україна», зі статком у $ 16,8 млрд. На другій позиції Ігор Коломойський, власник групи «1+1 медіа» зі статком $ 3,645 млрд.
- Дмитро Фірташ, який у 2013 році придбав  пакет акцій групи «Інтер» у Валерія Хорошковського, - єдиний у першій п'ятірці рейтингу, кому вдалося збільшити статки. До вартості своїх активів бізнесмен за рік додав $ 500 млн. Він опинився на четвертій позиції.
- Віктор Пінчук, власник медіагрупи StarLightMedia, у яку входять шість каналів (СТБ, ICTV, Новый канал, М1, М2, QTV), а також газети «Факты» і видавництва «Економіка», посів шосте місце зі статками $ 2,150 млрд.
- До числа 200 найбагатших українців потрапили й низка інших медіавласників. На 12-й позиції зі статками $ 1,310 млрд опинився Віталій Гайдук (власник «Еволюшен Медіа» та газети «День»). На 18-й ($ 961,2 млн) - Петро Порошенко, який залишається власником 5-го каналу і партнером у видавництві KP Media, хоча цього року UMH group в рамках опціону викупила частки партнера в проектах «Ретро-ФМ» і Next.
- З першої десятки у порівнянні з минулим рейтингом вийшов співвласник «Індустріального союзу Донбасу» і видавничого дому «Медіа інвест груп» Сергій Тарута ($ 1,221 млрд, 14-те місце).
- Екс-власник медіагрупи «Інтер» Валерій Хорошковський зі статком $ 435,5 млн розташувався на 40-му місці. Власник телеканалу «Хокей» Борис Колесников ($ 302,2 млн) - на 58-му.
- Подвоїти свій статок до $ 196,5 млн вдалося старшому сину президента Олександру Януковичу, який посів 76-ту сходинку. А сумарні активи МАКО, яку він очолює, за 2011 рік перевищили 1,7 млрд грн.
- Власник ISTIL Group Мохаммад Захур зі $ 175,2 млн став 79-м у рейтингу. А Борис Фуксман і Олександр Роднянський (Innova Media) зі $ 116,5 млн і $ 110,4 млн - 106-м і 109-м, відповідно.
- Президент UMH group Борис Ложкін у цьому році подвоїв свої статки до $ 126,4 млн і опинився на 101-й сходинці рейтингу. У 2012 році він знайшов ще одного американського партнера у рамках контракту з Conde Nast та запустив український Vogue. Видання «Forbes-Україна» американські власники включили до п'ятірки найбільш успішних ліцензійних сайтів. А інформагентство РБК включило UMH Russia в топ-20 найбільших медіакомпаній Росії.

### Методика оцінювання
Оцінювалися тільки видимі активи компаній на підставі офіційних даних, публічної інформації, консультацій з експертами та даних, наданих самими власниками. Не враховувалося особисте майно учасників і активи, що знаходяться в пасивному управлінні, право власності учасника на які чітко не простежується.

### Рейтинг 200 найзаможніших українців
| №   | Ім'я                                    | Сфера інтересів                           | Основні активи, держпосада протягом року              | $ млн. 2013 | $ млн. 2012 |
| 1   | Рінат Ахметов                           |                                           | ФПГ SCM Group                                         | 16 830      |             |
| 2   | Ігор Коломойський                       |                                           | ФПГ «Приват»                                          | 3 645       |             |
| 3   | Геннадій Боголюбов                      |                                           | ФПГ «Приват»                                          | 3 645       |             |
| 4   | Дмитро Фірташ                           |                                           | ФПГ Group DF                                          | 3 327       |             |
| 5   | Вадим Новінський                        |                                           | ГК «Смарт-Холдинг»                                    | 3 273       |             |
| 6   | Віктор Пінчук                           |                                           | ФПГ East One LLC                                      | 2 150       |             |
| 7   | Костянтин Жеваго                        |                                           | ФПГ Ferrexpo                                          | 1 920       |             |
| 8   | Костянтин Григоришин                    |                                           | Енергетичний Стандарт                                 | 1 814       |             |
| 9   | Юрій Косюк                              |                                           | Миронівський Хлібопродукт                             | 1 516       |             |
| 10  | Віктор Нусенкіс                         |                                           | Донецьксталь                                          | 1 507       |             |
| 11  | Олександр Ярославський                  |                                           | ФПГ DCH                                               | 1 386       |             |
| 12  | Віталій Гайдук                          |                                           | Консорціум «Індустріальна Група»                      | 1 310       |             |
| 13  | Андрій Веревський                       |                                           | Кернел Груп                                           | 1 247       |             |
| 14  | Сергій Тарута                           |                                           | ФПГ ІСД                                               | 1 221       |             |
| 15  | В'ячеслав Богуслаєв                     |                                           | Мотор Січ                                             | 1 133       |             |
| 16  | Олег Мкртчан                            |                                           | ФПГ ІСД                                               | 1 081       |             |
| 17  | Леонід Юрушев                           |                                           | Компанія «Ярославів вал»                              | 1 027       |             |
| 18  | Петро Порошенко                         |                                           | Укрпромінвест                                         | 961.2       |             |
| 19  | Олександр Шнайдер                       |                                           | Talon International Development Inc                   | 893.3       |             |
| 20  | Едуард Шифрін                           |                                           | Midland Development                                   | 893.3       |             |
| 21  | Василь Хмельницький                     |                                           | UDP                                                   | 888.6       |             |
| 22  | Сергій Тігіпко                          |                                           | Корпорація ТАС                                        | 856.2       |             |
| 23  | Олег Бахматюк                           |                                           | Ukrlandfarming                                        | 795.0       |             |
| 24  | Олександр та Галина Гереги              |                                           | Епіцентр К.                                           | 794.7       |             |
| 25  | Володимир Бойко                         |                                           | ММК ім. Ілліча                                        | 760.8       |             |
| 26  | Юрій Іванющенко                         |                                           | Азовмаш. Мастеравіа                                   | 740.0       |             |
| 27  | Леонід Черновецький                     |                                           | Chernovetskyi Investment Group                        | 730.0       |             |
| 28  | Андрій Іванов                           |                                           | UDP                                                   | 716.5       |             |
| 29  | Вагіф Алієв                             |                                           | Мандарін Плаза                                        | 690.5       |             |
| 30  | Сергій Курченко                         |                                           | СЄПЕК                                                 | 650.5       |             |
| 31  | Андрій та Сергій Клюєви                 |                                           | Укрпідшипник                                          | 618.0       |             |
| 32  | Світлана та Таїсія Савчуки              |                                           | Азовмаш                                               | 556.9       |             |
| 33  | Іван Гута                               |                                           | Mriya Agro Holding Plc.                               | 541.4       |             |
| 34  | Антон Пригодський                       |                                           | Міжрегіональний Промисловий союз                      | 530.2       |             |
| 35  | Григорій та Ігор Суркіси                |                                           | ФК «Динамо». Різні обленерго                          | 526.5       |             |
| 36  | Микола Янковський                       |                                           | Стіролбіофарм                                         | 476.5       |             |
| 37  | Володимир Костельман                    |                                           | Fozzy Group                                           | 470.5       |             |
| 38  | Олексій Мартинов                        |                                           | група «Приват»                                        | 465.3       |             |
| 39  | Віталій Антонов                         |                                           | Галнафтогаз                                           | 450.0       |             |
| 40  | Валерій Хорошковський                   |                                           | екс-власник KH Media Limited                          | 435.5       |             |
| 41  | Микола Лагун                            |                                           | КБ «Дельта»                                           | 408.9       |             |
| 42  | Олександр Тисленко                      |                                           | ФПГ «Альтком»                                         | 370.5       |             |
| 43  | Сергій та Олександр Буряки              |                                           | Брокбізнесбанк                                        | 360.5       |             |
| 44  | Олександр та В'ячеслав Константиновські |                                           | Kyiv Donbas Development Group                         | 355.0       |             |
| 45  | Іван Аврамов                            |                                           | Венчурний Фонд «Нові Технології»                      | 352.2       |             |
| 46  | Ігор Дворецький                         |                                           | Індустріалбанк                                        | 350.6       |             |
| 47  | Олександр Фельдман                      |                                           | АВЕК холдинг                                          | 350.4       |             |
| 48  | Олександр Бабаков                       |                                           | VSEnergy                                              | 350.1       |             |
| 49  | Євген Гінер                             |                                           | VSEnergy                                              | 350.1       |             |
| 50  | Михайло Спектор                         |                                           | VSEnergy                                              | 350.1       |             |
| 51  | Таріел Васадзе                          |                                           | УкрАвто                                               | 340.5       |             |
| 52  | Микола Толмачов                         |                                           | ТММ-холдинг                                           | 335.0       |             |
| 53  | Віктор Тополов                          |                                           | KDD Group                                             | 324.5       |             |
| 54  | Алєкс Ровт                              |                                           | IBE Trade Corp                                        | 320.5       |             |
| 55  | Георгій Скудар                          |                                           | Новокраматорский машзавод                             | 318.6       |             |
| 56  | Наталія Бондарева                       |                                           | ГК «Баядера»                                          | 317.5       |             |
| 57  | Олександр Слободян                      |                                           | Оболонь                                               | 315.5       |             |
| 58  | Борис Колесніков                        |                                           | «Конті»                                               | 302.2       |             |
| 59  | Богдан Губський                         |                                           | фонд «Україна-XXI сторіччя»                           | 282.5       |             |
| 60  | Нестор Шуфрич                           |                                           | Нафтогазовий бізнес                                   | 280.4       |             |
| 61  | Іван Торський                           |                                           | Холдинг «ТКС»                                         | 278.5       |             |
| 62  | Віктор Медведчук                        |                                           | МАК «БІ.АЙ.ЕМ.»                                       | 270.5       |             |
| 63  | Федір Шпиг                              |                                           | Молочний Альянс                                       | 270.4       |             |
| 64  | Євген Черняк                            |                                           | Global Spirits                                        | 269.5       |             |
| 65  | Андрій Адамовський                      |                                           | Корпорація Oledo                                      | 262.5       |             |
| 66  | Сергій Кий                              |                                           | АРС                                                   | 250.6       |             |
| 67  | Микола Рудьковський                     |                                           | Нафтогазовий бізнес                                   | 250.0       |             |
| 68  | Філя Жебровська                         |                                           | Фармак                                                | 249.6       |             |
| 69  | Ігор Баленко                            |                                           | Фуршет                                                | 249.5       |             |
| 70  | Вадим Єрмолаєв                          |                                           | ТПК «Алеф»                                            | 245.0       |             |
| 71  | Анатолій Юркевич                        |                                           | Мілкіленд                                             | 229.8       |             |
| 72  | Микола Злочевський                      |                                           | Замсекретаря СНБО                                     | 225.5       |             |
| 73  | Володимир та Вадим Трофименки           |                                           | НЕСТ                                                  | 223.4       |             |
| 74  | Роман Лунін                             |                                           | Retail Group                                          | 220.4       |             |
| 75  | Євген Сігал                             |                                           | Комплекс «Агромарс»                                   | 197.5       |             |
| 76  | Олександр Янукович                      |                                           | Корпорація МАКО                                       | 196.5       |             |
| 77  | Роман Чигир                             |                                           | Fozzy Group                                           | 177.8       |             |
| 78  | Олег Сотніков                           |                                           | Fozzy Group                                           | 177.8       |             |
| 79  | Мохаммад Захур                          |                                           | ISTIL Group                                           | 175.2       |             |
| 80  | Юхим Звягільський                       |                                           | Шахта ім. Засядька                                    | 172.8       |             |
| 81  | Віктор Вишневецький                     |                                           | CoalEnergy                                            | 170.5       |             |
| 82  | Ігор Єремєєв                            |                                           | ФПГ «Континіум»                                       | 170.2       |             |
| 83  | Степан Івахів                           |                                           | ФПГ «Континіум»                                       | 170.2       |             |
| 84  | Сергій Лагур                            |                                           | ФПГ «Континіум»                                       | 170.2       |             |
| 85  | Петро Димінський                        |                                           | ФПГ «Континіум»                                       | 170.2       |             |
| 86  | Віктор Іванчик                          |                                           | Астарта-холдинг                                       | 163.4       |             |
| 87  | Сергій Чернишов                         |                                           | Страхова Компанія «Лемма»                             | 161.2       |             |
| 88  | Сергій Цюпко                            |                                           | Київський Ювелірний Завод                             | 156.7       |             |
| 89  | Олександр Деркач                        |                                           | Молочнийальянс                                        | 150.5       |             |
| 90  | Валентин Ландік                         |                                           | група «Норд»                                          | 150.1       |             |
| 91  | Анатолій Гіршфельд                      |                                           | УПЕК                                                  | 145.8       |             |
| 92  | Томаш Фіала                             |                                           | Dragon Capital                                        | 145.2       |             |
| 93  | Едуард Прутнік                          |                                           | Namakwa Diamonds                                      | 145.1       |             |
| 94  | Валерій Коротков                        |                                           | Астарта-холдинг                                       | 141.0       |             |
| 95  | Віталій Сацький                         |                                           | Індустріалбанк                                        | 140.0       |             |
| 96  | Яків Грибов та Белла Фількінштейни      |                                           | Nemiroff Холдінг                                      | 138.0       |             |
| 97  | Геннадій Буткевич                       |                                           | АТБ-Маркет                                            | 128.5       |             |
| 98  | Віктор Карачун                          |                                           | АТБ-Маркет                                            | 128.5       |             |
| 99  | Євген Єрмаков                           |                                           | АТБ-Маркет                                            | 128.5       |             |
| 100 | Ілля Грінберг                           |                                           | СП «Марком»                                           | 127.4       |             |
| 101 | Борис Ложкін                            |                                           | UMH Group                                             | 126.4       |             |
| 102 | Анатолій та Віктор Кіпіши               |                                           | Nemiroff Холдинг                                      | 122.5       |             |
| 103 | Володимир Вагоровський                  |                                           | Амстор                                                | 118.5       |             |
| 104 | Володимир Константінов                  |                                           | Корпорація «Укрросбуд»                                | 118.4       |             |
| 105 | Олексій Вадатурський                    |                                           | СП «Нібулон»                                          | 118.2       |             |
| 106 | Борис Фуксман                           | кінопрокат. кіно- та серіало- виробництво | Innova Media. Hilton Hotel Kyiv. Сінема Сіті          | 116.5       |             |
| 107 | Ігор Гуменюк                            |                                           | АРС                                                   | 113.6       |             |
| 108 | Володимир Цой                           |                                           | Корпорація MTI                                        | 113.2       |             |
| 109 | Олександр Роднянський                   | кінопрокат. готельний бізнес              | InnovaMedia. AR films. Hilton Hotel Kyiv. Сінема Сіті | 110.4       |             |
| 110 | Євген Уткін                             |                                           | KM Core                                               | 110.0       |             |
| 111 | Олександр Гринько                       |                                           | екс-власник «Укргазвидобування»                       | 108.7       |             |
| 112 | Микола Солдатенко                       |                                           | Індустріалбанк                                        | 107.5       |             |
| 113 | Олег Боярин                             |                                           | Атол Холдинг                                          | 107.2       |             |
| 114 | Ігор Воронов                            |                                           | VEK Capital Partners                                  | 105.2       |             |
| 115 | Олег Радковський                        |                                           | Холдинг «Берег-Сервіс»                                | 102.0       |             |
| 116 | Володимир та Гліб Загорії               |                                           | Фармацевтична фірма «Дарниця»                         | 101.4       |             |
| 117 | Валерій Кравець                         |                                           | АВК                                                   | 99.6        |             |
| 118 | Арсен Аваков                            |                                           | АТ «Інвестор»                                         | 98.9        |             |
| 119 | Володимир Авраменко                     |                                           | АВК                                                   | 95.5        |             |
| 120 | Олександр Меламуд                       |                                           | ТРЦ Dream Town                                        | 92.5        |             |
| 121 | Гарік Корогодський                      |                                           | ТРЦ Dream Town                                        | 92.5        |             |
| 122 | Михайло Кіперман                        |                                           | Укрнафта                                              | 883.        |             |
| 123 | Олександр Грановський                   |                                           | Концерн «Оверлайн»                                    | 87.5        |             |
| 124 | Олександр Глусь                         |                                           | Nemiroff Холдінг                                      | 86.0        |             |
| 125 | Станіслав Віленський                    |                                           | FIMGroup                                              | 85.2        |             |
| 126 | Павло Штутман                           |                                           | ГідросилаГруп                                         | 84.3        |             |
| 127 | Давид Жванія                            |                                           | Брінкфорд                                             | 83.0        |             |
| 128 | Леонід Клімов                           |                                           | Імексбанк                                             | 82.6        |             |
| 129 | Олександр Адаріч                        |                                           | ФідоБанк                                              | 82.5        |             |
| 130 | Микола Кміть                            |                                           | IDS Group                                             | 82.2        |             |
| 131 | Сергій Башлаков                         |                                           | Корпорація MTI                                        | 80.2        |             |
| 132 | Олексій Бутенко                         |                                           | Східна Інвестиційна Корпорація                        | 79.5        |             |
| 133 | Павло Климець                           |                                           | ОЛІМП                                                 | 77.4        |             |
| 134 | Віктор Суботін                          |                                           | Мегабанк                                              | 77.2        |             |
| 135 | Віталій та Володимир Клички             |                                           | Klychko Management Group                              | 75.0        |             |
| 136 | Людмила Безпалько                       |                                           | Борщагівський Хіміко-фармацевтичний Завод             | 73.5        |             |
| 137 | Сергій Слабенко                         |                                           | ФПГ «Континіум»                                       | 73.2        |             |
| 138 | Валерій Маковецький                     |                                           | Фокстрот                                              | 73.0        |             |
| 139 | Генадій Виходцев                        |                                           | Фокстрот                                              | 73.0        |             |
| 140 | Олександр Пилипенко                     |                                           | Промислово-будівельна група Ковальська                | 72.5        |             |
| 141 | Ігор Слюнков                            |                                           | Концерн «ЛИС»                                         | 70.5        |             |
| 142 | Людмила Русаліна                        |                                           | Холдинґ «Петрус»                                      | 70.2        |             |
| 143 | Дмитро Волошко                          |                                           | Молочний Альянс                                       | 68.5        |             |
| 144 | Василь Горбаль                          |                                           | екс-власник Укргазбанку                               | 67.8        |             |
| 145 | Сергій та Олександр Федоренко           |                                           | «Укррос-транс»                                        | 67.2        |             |
| 146 | Олександр Онищенко                      |                                           | Компанія «Пласт»                                      | 65.2        |             |
| 147 | Олександр Лещинський                    |                                           | Lauffer                                               | 64.5        |             |
| 148 | Петро Рудь                              |                                           | Житомирській Маслозавод                               | 62.5        |             |
| 149 | Борис Кауфман                           |                                           | Концерн «Оверлайн»                                    | 62.2        |             |
| 150 | Олексій Зінов'єв                        |                                           | Дніпроважмаш                                          | 62.1        |             |
| 151 | Олександр Кардаков                      |                                           | Корпорація «Інком»                                    | 62.0        |             |
| 152 | Станіслав Роніс                         |                                           | Comfy                                                 | 61.8        |             |
| 153 | Мартін Котляревський                    |                                           | Корпорація «Мінеральні води»                          | 61.7        |             |
| 154 | Юрій Журавльов                          |                                           | Агротон                                               | 61.2        |             |
| 155 | Юрій Родін                              |                                           | Банк «Південний»                                      | 56.6        |             |
| 156 | Олександр Трет’яков                     |                                           | РУР Ґруп С.А.                                         | 55.2        |             |
| 157 | Олександр Єдін                          |                                           | Корпорація «Інтер-Контакт»                            | 55.0        |             |
| 158 | Олег Гросман                            |                                           | Agropolis Food Industries                             | 53.2        |             |
| 159 | Олександр Черняк                        |                                           | Корпорація «Форум»                                    | 52.5        |             |
| 160 | Вадим Мороховський                      |                                           | Банк «Південний»                                      | 51.8        |             |
| 161 | Сергій Касьянов                         |                                           | KSG Agro                                              | 51.0        |             |
| 162 | Іван Фурсін                             |                                           | РосУкрЕнерго                                          | 50.6        |             |
| 163 | Данило Корилкевич                       |                                           | екс-співвласник «Дакор Агро Холдинг»                  | 50.5        |             |
| 164 | Олександр Лойфенфельд                   |                                           | Банк «Синтез»                                         | 50.4        |             |
| 165 | Борис та Михайло Музальови              |                                           | Таврія В                                              | 50.2        |             |
| 166 | Микола Присяжнюк                        |                                           | Благодійний Фонд Миколи Присяжнюка                    | 48.6        |             |
| 167 | Олександр Кравчук                       |                                           | Нафком                                                | 45.7        |             |
| 168 | Валерій Мошенський                      |                                           | Корпорація «Планета»                                  | 45.3        |             |
| 169 | Олександр Табалов                       |                                           | Кіровоградский Хлібозавод                             | 44.2        |             |
| 170 | Олег Баришівський                       |                                           | Основа Холдинг                                        | 44.1        |             |
| 171 | Максим Сафонов                          |                                           | Основа Холдинг                                        | 44.1        |             |
| 172 | Анатолій Строган                        |                                           | Основа Холдинг                                        | 44.1        |             |
| 173 | Володимир Шаповалов                     |                                           | Основа Холдинг                                        | 44.1        |             |
| 174 | Віктор Петренко                         |                                           | Атол Холдинг                                          | 43.3        |             |
| 175 | Андрій Гордієнко                        |                                           | Агрокомбінат «Слобожанський»                          | 42.7        |             |
| 176 | Сергій Хрипков                          |                                           | Агрокомбінат «Слобожанський»                          | 42.7        |             |
| 177 | Олег Шандар                             |                                           | Нова Лінія                                            | 42.5        |             |
| 178 | Василь Поляков                          |                                           | АІС                                                   | 42.4        |             |
| 179 | Дмитро Святаш                           |                                           | АІС                                                   | 42.4        |             |
| 180 | Вадим Бухкалов                          |                                           | Єврохолдинг Інвест                                    | 42.2        |             |
| 181 | Олександр Петров                        |                                           | Індустріальна Молочна Компанія                        | 40.8        |             |
| 182 | Євген Осипов                            |                                           | Індустріальна Молочна Компанія                        | 40.8        |             |
| 183 | Дмитро Мартинюк                         |                                           | Індустріальна Молочна Компанія                        | 40.8        |             |
| 184 | Валерій Шамотій                         |                                           | Корпорація Logos                                      | 40.5        |             |
| 185 | Олександр та Костянтин Некрасови        |                                           | Полтавський машинобудівний завод                      | 40.2        |             |
| 186 | Ольга та Євген Куценко                  |                                           | «Олком»                                               | 39.5        |             |
| 187 | Віталій Вінницький                      |                                           | Вітмарк-Україна                                       | 37.6        |             |
| 188 | Лев Парцхаладзе                         |                                           | екс-співвласник «XXI сторіччя»                        | 37.5        |             |
| 189 | Юрій Шпірт                              |                                           | Arber Group                                           | 37.2        |             |
| 190 | Оксана Калєтнік                         |                                           | FIM Consulting                                        | 35.0        |             |
| 191 | Всеволод Кожем’яка                      |                                           | Агротрейд                                             | 34.9        |             |
| 192 | Ігор Ліскі                              |                                           | ГЗФ «Краснолуцька»                                    | 33.6        |             |
| 193 | Андрій Орлов                            |                                           | Кондрат’ївський ЦЗК                                   | 32.5        |             |
| 194 | Андрій Артазєй                          |                                           | Інвестгрупа «Атланта»                                 | 32.4        |             |
| 195 | Віктор та Андрій Вєрєтєннікови          |                                           | Комбінат «Придніпровський»                            | 32.1        |             |
| 196 | Андрій Король                           |                                           | Західна молочна група                                 | 32.0        |             |
| 197 | Юрій Ложкін                             |                                           | Західн амолочна група                                 | 32.0        |             |
| 198 | Сергій Гібай                            |                                           | Західна молочна група                                 | 32.0        |             |
| 199 | Михайло та Оксана Кавицькі              |                                           | Helen Marlen Group                                    | 30.5        |             |
| 200 | Алла та Левон Ванец’янц                 |                                           | Холодмаш                                              | 28.7        |             |

## Версія ЖурналуКорреспондент[9][10]

### Цікаві факти
Це вже восьмий список найзаможніших українців журналу Кореспондент. Список було опубліковано у #47 2013 року, який надійшов до друку 29 листопада 2013 року. Обрахунок найзаможніших українців ведеться журналом Кореспондент з 2006 року; тоді він складався з 30 осіб, у 2007, 2008 та 2009-му з 50ти, а починаючи з 2010 та дотепер зі 100та осіб.

### Методика оцінювання
Щорічний рейтинг Кореспондента лягає в основу інших оцінок статків найбагатших українців. Розрахунки для журналу проводять фінансові фахівці інвестиційної компанії Dragon Capital згідно із затвердженою в ній системою оцінки активів на основі ринкової капіталізації підприємств та методу порівняльних оцінок. Корреспондент також зв'язується з кожним потенційним кандидатом на потрапляння до рейтингу для уточнення списку його активів.

### Рейтинг 100 найзаможніших українців
| Місце в рейтингу | Ім'я                          | $ млн у 2013 | $ млн у 2012 | Сфера інтересів         | Основні активи, держпосада протягом року |
| 1                | Рінат Ахметов                 | 17 800       | 18 300       | металургія              |                                          |
| 2                | Геннадій Боголюбов            | 3900         | 3300         | металургія              |                                          |
| 3                | Ігор Коломойський             | 3500         | 3400         | фінанси                 |                                          |
| 4                | Віктор Пінчук                 | 2980         | 3200         | металургія              |                                          |
| 5                | Вадим Новинський              | 2800         | 3200         | металургія              |                                          |
| 6                | Віктор Нунсенкіс              | 2500         | 1700         | металургія              |                                          |
| 7                | Сергій Курченко               | 2400         | -            | енергетика              |                                          |
| 8                | Дмитро Фірташ                 | 2300         | 3200         | енергетика              |                                          |
| 9                | Олег Бахматюк                 | 1400         | 1600         | агробізнес              |                                          |
| 10               | Олексій Мартинов              | 1300         | 1500         | металургія              |                                          |
| 11               | Констянтин Жеваго             | 1200         | 1500         | металургія              |                                          |
| 12               | Юрій Косюк                    | 1080         | 1100         | агробізнес              |                                          |
| 13               | Петро Порошенко               | 1040         | 1100         | харчопром               |                                          |
| 14               | Олександр та Галина Герега    | 900          | 288          | рітейл                  |                                          |
| 15               | Олексій Вадатурський          | 867          | 860          | агробізнес              |                                          |
| 16               | Олександр Ярославський        | 785          | 940          | будбізнес               |                                          |
| 17               | Олег Мкртчан                  | 663          | 753          | металургія              |                                          |
| 18               | Сергій Тарута                 | 660          | 751          | металургія              |                                          |
| 19               | Святослав Нечитайло           | 621          | 538          | харчпром                |                                          |
| 20               | Іван Гута                     | 558          | 536          | агробізнес              |                                          |
| 21               | Микола Лагун                  | 552          | 260          | фінанси                 |                                          |
| 22               | Андрій Веревський             | 551          | 570          | агробізнес              |                                          |
| 23               | Григорій та Ігор Суркіси      | 530          | 574          | енерген                 |                                          |
| 24               | В'ячеслав Богуслаєв           | 501          | 544          | авіабудівництво         |                                          |
| 25               | Василь Хмельницький           | 486          | 275          | нерухомість             |                                          |
| 26               | Валерій Хорошковський         | 465          | 395          | -                       |                                          |
| 27               | Сергій Тіґіпко                | 458          | 785          | фінанси                 |                                          |
| 28               | Володимир Костельман          | 446          | 384          | рітейл                  |                                          |
| 29               | Сергій Льовочкін              | 425          | -            | енергетика              |                                          |
| 30               | Володимир Бойко               | 411          | 585          | металургія              |                                          |
| 31               | Анатолій Юркевич              | 375          | 390          | харчпром                |                                          |
| 32               | Олександр Янукович            | 367          | 133          | будбізнес               |                                          |
| 33               | Борис Колєсніков              | 354          | 470          | харчпром                |                                          |
| 34               | Вадим Єрмолаєв                | 348          | 265          | харчпром                |                                          |
| 35               | Євген Черняк                  | 344          | 270          | харчпром                |                                          |
| 36               | Віктор Поліщук                | 338          | -            | рітейл                  |                                          |
| 37               | Олександр Фельдман            | 331          | 291          | нафтопереробка          |                                          |
| 38               | Віктор Юшковський             | 324          | -            | нерухомість             |                                          |
| 39               | Андрій Іванов                 | 302          | 184          | нерухомість             |                                          |
| 40               | Юрій Іванющенко               | 297          | 645          | вугільпром              |                                          |
| 41               | Євген Сігал                   | 274          | 288          | агробізнес              |                                          |
| 42               | Віталій Антонов               | 265          | 264          | нафтопереробка          |                                          |
| 43               | Геннадій Буткевич             | 261          | 245          | рітейл                  |                                          |
| 44               | Євген Єрмаков                 | 261          | 245          | рітейл                  |                                          |
| 45               | Віктор Карачун                | 261          | 245          | рітейл                  |                                          |
| 46               | Таріель Васадзе               | 239          | 180          | автопром                |                                          |
| 47               | Микола Злочевський            | 238          | -            | енергетика              |                                          |
| 48               | Єфім Звягільський             | 227          | 240          | гірничпром              |                                          |
| 49               | Віктор Іванчик                | 217          | 185          | агробізнес              |                                          |
| 50               | Ігор Гуменюк                  | 215          | 121          | гірничпром              |                                          |
| 51               | Антон Пригодський             | 211          | 210          | металургкія             |                                          |
| 52               | Андрій Адамовський            | 206          | 263          | нерухомість             |                                          |
| 53               | Георгій Скудар                | 204          | 215          | машинобудівництво       |                                          |
| 54               | Олег Сотніков                 | 201          | 196          | рітейл                  |                                          |
| 55               | Роман Чигир                   | 201          | 196          | рітейл                  |                                          |
| 56               | Олександр Тисленок            | 194          | -            | будбізнес               |                                          |
| 57               | Олександр Кардаков            | 194          | 209          | ІТ                      |                                          |
| 58               | Мийайло Кіперман              | 193          | -            | нафтопереробка          |                                          |
| 59               | Ігор Баленко                  | 192          | 142          | рітейл                  |                                          |
| 60               | Борис Кауфман                 | 188          | -            | нерухомість, кінопрокат |                                          |
| 61               | Володимир Приходько           | 186          | -            | машинобудівництво       |                                          |
| 62               | Філя Жебровская               | 178          | 167          | фармацевтика            |                                          |
| 63               | Павло Климець                 | 175          | 100          | харчпром                |                                          |
| 64               | Микола Янковський             | 155          | 255          | фармацевтика            |                                          |
| 65               | Валерій Коротков              | 153          | -            | агробізнес              |                                          |
| 66               | Степан Івахів                 | 151          | 145          | нафтопереробка          |                                          |
| 67               | Ігор Єремєєв                  | 151          | 145          | нафтопереробка          |                                          |
| 68               | Вадим та Володимир Трофименки | 151          | 147          | нерухомість             |                                          |
| 69               | Валерій Киптик                | 149          | -            | рітейл                  |                                          |
| 70               | Борис Ложкін                  | 144          | -            | -                       |                                          |
| 71               | Нестор Шуфрич                 | 140          | -            | нафтовидобування        |                                          |
| 72               | Тарас Барщовський             | 137          | -            | харчпром                |                                          |
| 73               | Володимир Загорий             | 135          | 143          | фармацевтика            |                                          |
| 74               | Сергій Вєсєлов                | 127          | -            | нерухомість             |                                          |
| 75               | Сергій Лагур                  | 127          | 90           | нафтопереробка          |                                          |
| 76               | Микола Рудьковський           | 125          | -            | нафтовидобування        |                                          |
| 77               | Андрій та Сергій Клюєви       | 117          | 130          | інвестиції              |                                          |
| 78               | Олег Гросман                  | 113          | 72           | харчпром                |                                          |
| 79               | Ігор Ніконов                  | 111          | -            | будбізнес               |                                          |
| 80               | Ігор Дворецький               | 110          | 120          | фінанси                 |                                          |
| 81               | Станіслав Роніс               | 110          | 188          | рітейл                  |                                          |
| 82               | Леонід Клімов                 | 109          | 108          | фінанси                 |                                          |
| 83               | Роман Лунін                   | 105          | 96           | рітейл                  |                                          |
| 84               | Всеволод Кофем'яко            | 99           | 123          | агробізнес              |                                          |
| 85               | Валерій Кравець               | 94           | 92           | харчпром                |                                          |
| 86               | Володимир Авраменко           | 94           | 92           | харчпром                |                                          |
| 87               | Олександр Деркач              | 94           | 47           | харчпром                |                                          |
| 88               | Федір Шпиг                    | 94           | 57           | харчпром                |                                          |
| 89               | Володимир Школьнік            | 90           | -            | нерухомість             |                                          |
| 90               | Олександр Петров              | 89           | 111          | ангробізнес             |                                          |
| 91               | Генадій Корбан                | 79           | -            | нерухомість             |                                          |
| 92               | Сім'я Генадія Аксельрода      | 79           | -            | нерухомість             |                                          |
| 93               | Ірина Фрідман                 | 78           | -            | нерухомість             |                                          |
| 94               | Василь Мікулін                | 78           | -            | нерухомість             |                                          |
| 95               | Едуард Прутнік                | 76           | -            | агробізнес              |                                          |
| 96               | Валерій Маковецький           | 76           | 69           | рітейл                  |                                          |
| 97               | Генадій Виходцев              | 76           | 69           | рітейл                  |                                          |
| 98               | Сергій Кас'янов               | 74           | 78           | агробізнес              |                                          |
| 99               | Володимир Вагоровський        | 72           | 59           | рітейл                  |                                          |
| 100              | Ігор Воронов                  | 72           | -            | мистецтво               |                                          |